# Christian Wejse
Christian Wejse Mathiasen (* 4. Dezember 1998 in Esbjerg) ist ein deutsch-dänischer Eishockeyspieler, der seit Juli 2021 bei den Fischtown Pinguins Bremerhaven aus der Deutschen Eishockey Liga (DEL) unter Vertrag steht und dort auf der Position des Stürmers spielt. Zuvor war Wejse hauptsächlich in der dänischen Metal Ligaen aktiv, wo er mit Esbjerg Energy im Jahr 2016 die Dänische Meisterschaft gewann.

## Karriere

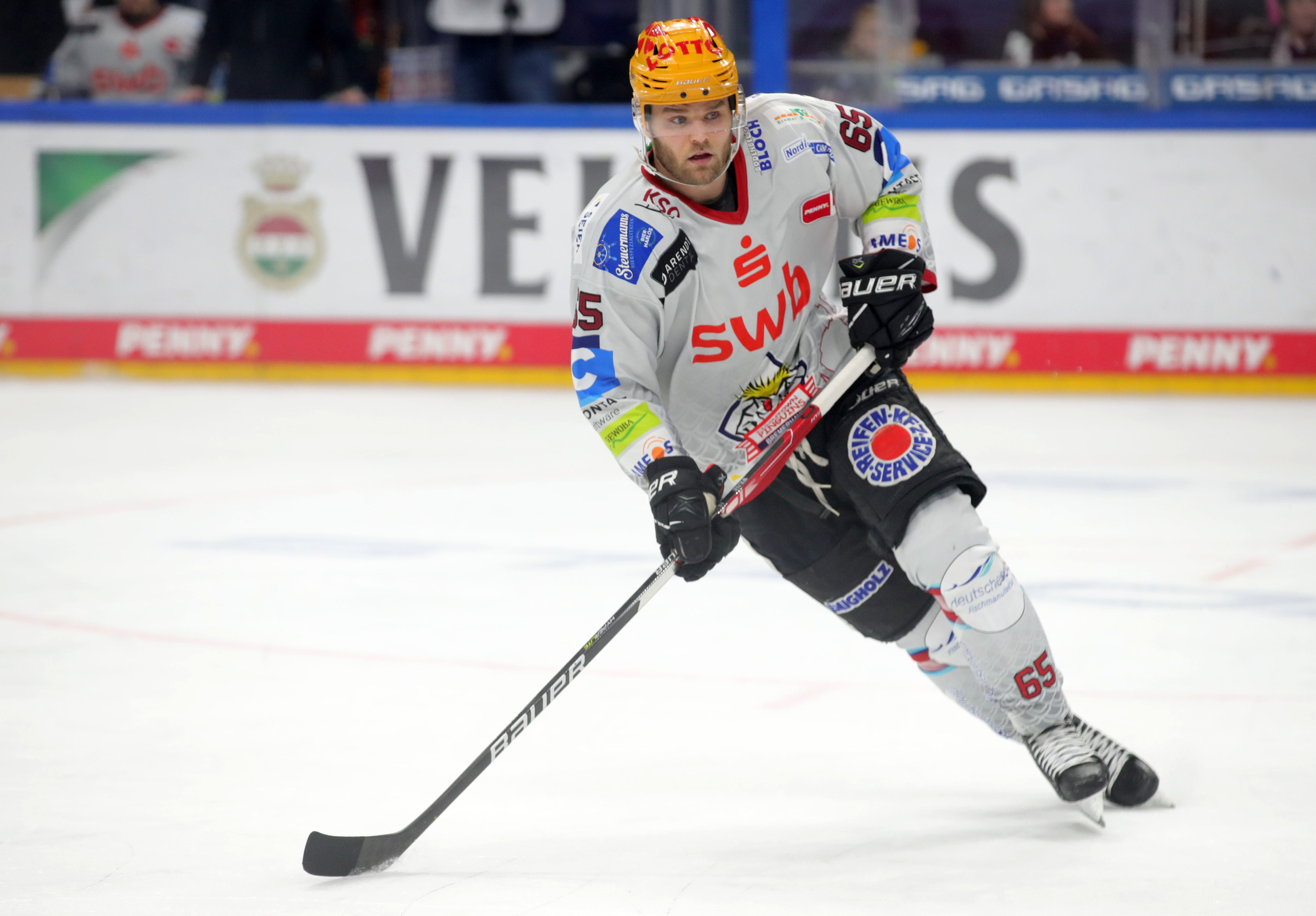
Wejse im Trikot der Fischtown Pinguins Bremerhaven (2022)

Christian Wejse kam 1998 in Esbjerg zur Welt. Dort spielte er in seiner Jugendzeit in der Eishockey-Nachwuchsabteilung des Esbjerg IK. Als 15-Jähriger debütierte er 2014 im Herrenteam in der zweitklassigen 1. division. Ab 2015 spielte er zudem für das Profiteam von Esbjerg Energy in der Metal Ligaen und wurde 2016 mit der Mannschaft dänischer Meister, nachdem es im Vorjahr nur zur Vizemeisterschaft gereicht hatte. Beim CHL Import Draft 2016 wurde der Stürmer von der Armada de Blainville-Boisbriand in der zweiten Runde als insgesamt 78. Spieler ausgewählt und wechselte für ein Jahr zu dem Team aus der Ligue de hockey junior majeur du Québec (LHJMQ). Im Sommer 2017 kehrte er nach Esbjerg zu Energy zurück und verbrachte dort weitere vier Spielzeiten.
Seit 2021 spielt er für die Fischtown Pinguins Bremerhaven in der Deutschen Eishockey Liga (DEL), bei denen er in den folgenden drei Spielzeiten stets über 25 Scorerpunkte sammelte. Am Ende der Saison 2023/24 feierte er mit dem Team den Gewinn der Vizemeisterschaft und damit den bis dato größten Erfolg der Bremerhavener Vereinsgeschichte.

### International
Wejse vertrat sein Heimatland erstmals bei der U18-Junioren-Weltmeisterschaft 2016, bei der er den dänischen Kader als Mannschaftskapitän anführte. Den Abstieg konnte er trotz vier Scorerpunkten jedoch nicht verhindern. Mit der U20-Auswahl nahm er in der Folge an den Weltmeisterschaften der Jahre 2017 und 2018 teil, bei denen jeweils der Klassenerhalt glückte. Mit dem fünften Rang im Jahr 2017 fuhren die dänischen Junioren die beste Platzierung ihrer Geschichte ein. Im Jahr 2018 führte der Stürmer den Kader erneut als Kapitän an.
Für die dänischen Herren debütierte Wejse im Verlauf der Saison 2019/20. Er spielte anschließend bei den Weltmeisterschaften in den Jahren 2022, 2023, 2024 und 2025. Mit sechs Scorerpunkten war der Stürmer dabei im Jahr 2024 der punktbeste Spieler des dänischen Aufgebots. Zudem nahm er an den Austragungen des Deutschland Cups der Jahre 2022 und 2023 sowie der Qualifikation für die Olympischen Winterspiele 2026 im italienischen Mailand teil.

## Erfolge und Auszeichnungen
- 2015 Dänischer Vizemeister mit Esbjerg Energy
- 2016 Dänischer Meister mit Esbjerg Energy
- 2024 Deutscher Vizemeister mit den Fischtown Pinguins Bremerhaven

## Karrierestatistik
Stand: Ende der Saison 2024/25

### International
Vertrat Dänemark bei:
| - U18-Junioren-Weltmeisterschaft 2016 - U20-Junioren-Weltmeisterschaft 2017 - U20-Junioren-Weltmeisterschaft 2018 - Weltmeisterschaft 2022 | - Weltmeisterschaft 2023 - Weltmeisterschaft 2024 - Qualifikationsturnier für die Olympischen Winterspiele 2026 - Weltmeisterschaft 2025 |

(Legende zur Spielerstatistik: Sp oder GP = absolvierte Spiele; T oder G = erzielte Tore; V oder A = erzielte Assists; Pkt oder Pts = erzielte Scorerpunkte; SM oder PIM = erhaltene Strafminuten; +/− = Plus/Minus-Bilanz; PP = erzielte Überzahltore; SH = erzielte Unterzahltore; GW = erzielte Siegtore; 1 Play-downs/Relegation; Kursiv: Statistik nicht vollständig)